# 肖复兴
肖复兴（1947年—），北京人，1966年高中毕业于北京汇文中学，1982年毕业于中央戏剧学院。现任《人民文学》杂志社副主编。学生时期的一篇作文《一张画像》曾获得著名作家叶圣陶修改。

## 主要作品
- 长篇小说“青春三部曲”
  - 《早恋》 1987北京十月文艺出版社。
  - 《青春回旋曲》上下册，1996辽宁少年儿童出版社、
  - 《一个女中学生的日记》 1996辽宁少年儿童出版社。

- 报告文学：
  - 《和当代中学生对话》 1988百花文艺出版社、
  - 《和当代中学生通信》1990辽宁少年儿童出版社、
  - 《叶圣陶先生》。

- 写作课
  - 《我教儿子学作文》1996天津教育出版社
  - 《肖复兴读写系列》（5册）2014广东教育出版社
  - 《肖复兴给孩子的写作课》2019武汉大学出版社

- 散文集
  - 《音乐笔记》2000 学林出版社
  - 《肖复兴散文100篇》2012新华出版社
  - 《肖复兴文集》2015武汉大学出版社
  - 《肖复兴散文》2020北京联合出版公司

## 家庭
肖复兴之子，肖铁，中国作协会员，北京大学中文系毕业，威斯康星（麦迪逊）大学硕士，芝加哥大学博士。现任印第安纳大学东亚文学与文化系副教授。  
1. ↑  . 豆瓣阅读.   [2025-05-23] （中文（中国大陆））.